# Trummor i natten

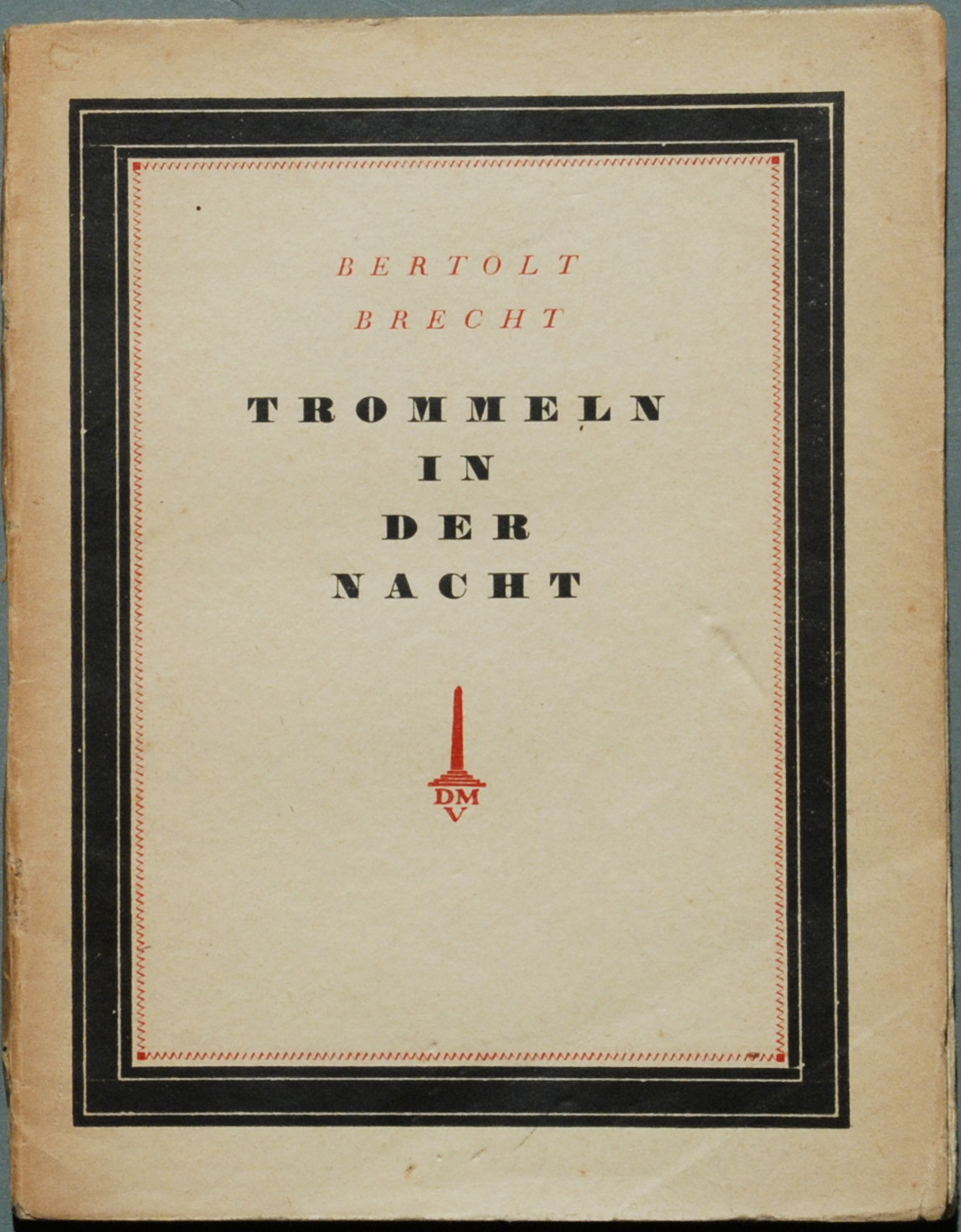
Förstautgåva från 1922

Trummor i natten är ett drama i fem akter skrivet av Bertolt Brecht 1919. Detta var Brechts andra teaterstycke, efter Baal, men det första som blev iscensatt. Det är gjort i Ernst Tollers och Georg Kaisers expressionistiska stil. Premiären var i München den 29 september 1922. Samma år blev Brecht, bland annat på grund av Trummor i natten, tilldelad Kleistpriset.

## Handling
Trummor i natten utspelas år 1919 samtidigt som Spartakusupproret i Berlin. Anna Balicker är förlovad med Andreas Kragler, men han är sedan fyra år försvunnen efter att ha varit artillerist i första världskriget. Efter lång tvekan går Anna istället med på att förlova och gifta sig med Murk, som hennes föräldrar vill. Samma dag som Anna och Murk förlovas dyker plötsligt Kragler upp och säger att han inte har kunnat höra av sig på grund av att han varit krigsfånge i Afrika, men lyckats fly. Annas föräldrar och Murk tycker att Kragler gör intrång på deras privatliv och kräver att han ska avlägsna sig. Även Anna, som är gravid med Murk, verkar tycka att Kragler ska gå. När Kragler senare ansluter sig till upproret utanför, lämnar Anna Murk och berättar för Kragler att hon är gravid.
Slutligen bestämmer sig Kragler för att delta i upproret och för att acceptera Anna.

## Första uppförandet
Styckets första version var färdigt februari 1919 med titeln "Spartakus". Det är starkt förknippat med de revolutionära upproren i Tyskland 1918-1919. Detaljrika passager och dialoger tyder på att Brecht har blandat in flera personliga intryck och upplevelser. Lion Feuchtwanger yttrade sig i mars 1919 positivt om stycket och berömde speciellt det vilda, starka och färgfulla språket. Marta Feuchtwanger rådde även Brecht att döpa om dramat till Trummor i natten. Men stycket var svårt att få iscensatt, även om Brecht flera gånger skrev om det. I regi av Otto Falckenberg uruppfördes slutligen Trummor i Natten i Münchner Kammerspiele den 29 september 1922. Skådespelare var bland annat Maria Koppenhöfer, Erwin Faber, Hans Leibelt och Kurt Horwitz. Karl Valentin satt i premiärpubliken.Den tillresta teaterkritikern Herbert Ihering skrev den 5 oktober 1922 i Berliner Börsen-Courier: "Den 24-årige diktaren Bertolt Brecht har över natten ändrat utseendet på tysklands diktaransikte". Det var även Ihering som korade Brecht till mottagare av Kleistpriset som utdelades den 21 november 1922. Den 20 december 1922 hade stycket premiär på Deutsches Theater i Berlin. Men det blev ett fiasko och man var tvungna att lägga ner pjäsen i förtid.

## Omarbetningar
Flera gånger ändrade och strök Brecht delar av Trummor i natten. Främst i 4:e och 5:e akten. 1953 gjorde han de sista ändringarna och i denna utgåva stod mycket mer fokus på Spartakusupproret. Fler detaljer från Berlin blev även beskrivna.
Tillsammans med Karl Valentin gjorde Brecht även en parodi på Trummor i natten 1922. Brecht och Valentin var mycket nära vänner.